# Vionville
Vionville is een plaats en voormalige gemeente in het Franse departement Moselle in de regio Grand Est en telt 151 inwoners (2004). De plaats maakt deel uit van het arrondissement Metz.

## Geschiedenis
Het dorp werd bekend door de Slag bij Vionville in de Frans-Duitse Oorlog op 16 augustus 1870. Tot in 1918 behield het Duitse Rijk Vionville als oorlogsbuit.
Vionville is op 1 januari 2019 gefuseerd met de gemeente Rezonville tot de gemeente Rezonville-Vionville. 

## Geografie
De oppervlakte van Vionville bedraagt 9,9 km², de bevolkingsdichtheid is 15,3 inwoners per km².
De onderstaande kaart toont de ligging van Vionville met de belangrijkste infrastructuur en aangrenzende gemeenten.

## Demografie
Onderstaande figuur toont het verloop van het inwonertal (bron: INSEE-tellingen).